# Norra Djupetjärnen
Norra Djupetjärnen är en sjö i Lekebergs kommun i Närke och ingår i Norrströms huvudavrinningsområde.